# Povrede stopala i skočnog zgloba
Povrede stopala i skočnog zgloba spadaju u jednu od najčešću patologija lokomotornog aparata u svakodnevnoj kliničkoj praksi. Javljaju se kod svih uzrasta kod osoba koje svoju fizičku aktivnost svode na aktivnosti dnevnog života, kao i kod profesionalnih i rekreativnih sportista. Velik broj povreda stopala i skočnog zgloba, zbog neblagovremenog javljanja lekaru, ili neadekvatnog kliničkog pregleda biva neprepoznat, zbog čega se odlaže početak adekvatnog tretmana povrede, produžava oporavak povređenog i odlaže njihov povratak svakodnevnim životnim, radnim i sportskim aktivnostima.

## Etiologija
Najčešći mehanizam povređivanja stopala i skočnog zgloba je mehaničko uvrtanje ka unutra ili izvrtanje ka upolje.

## Povrede stopala i skočnog zgloba
Povrede skočnog zgloba i stopala koje se u svakodnevnoj kliničkoj praksi sreću i na koje treba misliti su:
S90 — Površinska povreda u predelu skočnog zgloba i stopala (Laesio traumatica regionis malleoli et pedis, superficialis)
- S90.0 — Nagnječenje u predelu skočnog zgloba (Contusio regionis malleoli)
- S90.1 — Nagnječenje prsta (prstiju) bez ozlede nokta (Contusio digiti (digitorum) pedis sine laesione unguis)
- S90.2 — Nagnječenje prsta (prstiju) stopala sa ozledom nokta (Contusio digiti (digitorum) pedis cum laesione uguis)
- S90.3 — Nagnječenje drugih neoznačenih delova stopala (Contusio partium pedis aliarum, non specificatarum)
- S90.7 — Višestruka površinska povreda u predelu skočnog zgloba i stopala (Laesio traumatica regionis malleoli et pedis multiplex superficialis)
- S90.8 — Druge površinske povrede u predelu skočnog zgloba i stopala (Laesiones traumaticae regionis malleoli et pedis superficialis aliae)
- S90.9 — Površinska povreda u predelu skočnog zgloba i stopala, neoznačena (Laesio traumatica regionis malleoli et pedis, superficialis, non specificata)

S91 — Otvorena rana u predelu skočnog zgloba (Vulnus apertum regionis malleoli)
- S91.1 — Otvorena rana prsta (prstiju)stopala bez ozlede nokta (Vulnus apertum digiti (digitorum) pedis sine laesione unguis)
- S91.2 — Otvorena rana prsta (prstiju) stopala sa ozledom nokta (Vulnus apertum digiti (digitorum) pedis cum laesione unguis)
- S91.3 — Otvorena rana drugih delova stopala (Vulnus apertum partium pedis aliarum)
- S91.7 — Višestruka otvorena rana u predelu skočnog zgloba i stopala (Vulnus apertum regionis malleoli et pedis multiplex)

S92 — Prelom stopala - izuzev predela skočnog zgloba (Fractura pedis (excl.regio malleoli)
- S92.0 — Prelom petne kosti (Fractura calcanei)
- S92.1 — Prelom skočne kosti (Fractura tali)
- S92.2 — Prelom neke druge kosti (drugih kostiju) nožja (Fractura ossis (ossium) tarsi alterius)
- S92.3 — Prelom kosti donožja (Fractura ossis metatarsi)
- S92.4 — Prelom palca stopala (Fractura hallucis)
- S92.5 — Prelom nekog drugog prsta stopala (Fractura digiti pedis )
- S92.7 — Višestruki prelom stopala (Fractura pedis multiplex)
- S92.0 — Prelom stopala, neoznačen (Fractura pedis non specifica)

- Trimaleolarni prelom
- Prelom petne kosti
- Prelom prsta stopala
- Prelom baze stopala

S93 —Iščašenje, uganuće i istegnuće zglobova i veza u predelu skočnog zgloba i stopala (Luxatio, distorsio et distensio articulorum et ligamentorum regionis malleoli et pedis)
- S93.0 — Iščašenje skočnog zgloba (Luxatio articuli talocruralis)
- W93.1 — Iščašenje prsta (prstiju) stopala (Luxatio digiti (digitorum) pedis)
- S93.2 — Ruptura veze u predelu skočnog zgloba i stopala (Ruptura ligamentorum regionis malleoli et pedis)
- S93.3 — Iščašenje drugih neoznačenih delova stopala (Luxatio partium pedis aliarum, non specificatarum)
- S93.4 — Uganuće i istegnuće skočnog zgloba (Distorsio et distensio articuli talocruralis)
- S93.5 — Uganuće i istegnuće prsta (prstiju) stopala (Distorsio et distensio digiti (digitorum) pedis)
- S93.6 — Uganuće i istegnuće drugih neoznačenih delova stopala (Distorsio et distensio partium pedis aliarum, non specificatarum)

S94 — Povreda živaca u predelu skočnog zgloba i stopala (Laesio traumatica nervorum regionis malleoli et pedis)
- S94.0 — Povreda spoljašnjeg živca tabana (Laesio traumatica nervi plantaris lateralis
- S94.1 — Povreda unutrašnjeg živca tabana (Laesio traumatica nervi plantaris medialis
- S94.2 — Povreda dubokog živca lisnjače u predelu skočnog zgloba i stopala (Laesio traumatica nervi peronaei profundi regionis malleoli et pedis)
- S94.3 — Povreda kožnog senzitivnog živca u predelu skočnog zgloba (i stopala) (Laesio traumatica nervi cutanei sensitivi regionis malleoli (et pedis)
- S94.7 — Povreda više živaca u predelu skočnog zgloba (i stopala) (Laesio traumatica nervorum regionis malleoli (et pedis) multiplicium)
- S94.8 — Povreda nekog drugog živca u predelu skočnog zgloba (i stopala) (Laesio traumatica nervi regionis malleoli (et pedis) alterius)
- S94.9 — Povreda neoznačenog živca u predelu skočnog zgloba (i stopala) (Laesio traumatica nervi regionis malleoli (et pedis) non specificati)

S95 - Povreda krvnih sudova u predelu skočnog zgloba i stopala (Laesio traumatica vasorum regionis malleoli et pedis)
- S95.0 — Povreda leđne arterije stopala (Laesio traumatica arteriae dorsalis pedis)
- S95.1 — Povreda arterije tabana (Laesio traumatica arteriae plantaris pedis)
- S95.2 — Povreda leđne vene stopala (Laesio traumatica venae dorsalis pedis)
- S95.7 — Povreda više krvnih sudova u predelu skočnog zgloba (i stopala) (Laesio traumatica vasorum regionis malleoli (et pedis) multiplicium
- S95.8 — Povreda drugih krvnih sudova u predelu skočnog zgloba (i stopala) (Laesio traumatica vasorum regionis malleoli (et pedis) aliorum
- S95.9 — Povreda neoznačenog krvnog suda u predelu skočnog zgloba (i stopala) (Laesio traumatica vasis regionis malleoli (et pedis) non specificati)

S96 — Povreda mišića i tetive u predelu skočnog zgloba i stopala (Laesio traumatica musculi et tendinis regionis malleoli et pedis
- S96.0 — Povreda mišića dugog savijača palca stopala i njegove tetive u predelu skočnog zgloba i stopala (Laesio traumatica musculi et (tendinis eius) flexoris hallucis pedis longi regionis malleoli et pedis)
- S96.1 — Povreda mišića dugog opružača palca stopala i njegove tetive u predelu skočnog zgloba i stopala (Laesio traumatica musculi (et tendinis eius) extensoris hallucis pedis longi regionis mall. et pedis)
- S96.2 Povreda unutrašnjeg mišića i njegove tetive u predelu skočnog zgloba i stopala (Laesio traumatica musculi (et tendinis aius) interni regionis malleoli et pedis)
- S96.7 — Povreda više mišića i njihovih tetiva u predelu skočnog zgloba i stopala (Laesio traumatica musculorum (et tendinum eorum) regionis malleoli et pedis multiplicium
- S96.8 — Povreda drugih mišića i njihovih tetiva u predelu skočnog zgloba i stopala (Laesio traumatica musculorum (et tendinum eorum) regionis malleoli (et pedis) aliorum
- S96.9 — Povreda neoznačenog mišića i njegove tetive u predelu skočnog zgloba i stopala (Laesio traumatica musculi (et tendinis eius) regionis malleoli et pedis, non specificati

S97 — Povreda uzrokovana zdrobljavanjem – kraš u predelu skočnog zgloba i stopala (Conquassatio regionis malleoli et pedis
- S97.0 — Povreda uzrokovana zdrobljavanjem u predelu skočnog zgloba (Conquassatio regionis malleoli
- S97.1 — Povreda uzrokovana zdrobljavanjem prsta (prstiju) stopala (Conquassatio digiti (digitorum) pedis
- S97.8 — Povreda uzrokovana zdrobljavanjem drugih delova u predelu skočnog zgloba i stopala (Conquassatio partium regionis malleoli et pedis aliarum

S98 — Traumatska amputacija skočnog zgloba i stopala (Amputatio traumatica tarsi et pedis)
- S98.0 — Traumatska amputacija stopala u nivou skočnog zgloba (Amputatio traumatica in regione tarsi et pedis
- S98.1 — Traumatska amputacija jednog prsta stopala (Amputatio traumatica digiti pedis singularis
- S98.2 — Traumatska amputacija dva ili više prstiju stopala (Amputatio traumatica duorum vel plurium digitorum pedis)
- S98.3 — Traumatska amputacija drugih delova stopala (Amputatio traumatica partium pedis aliarum)
- S98.4 — Traumatska amputacija stopala, neoznačenog nivoa (Amputatio traumatica pedis, regionis non specificatae)

S99.7 — Višestruke povrede u predelu skočnog zgloba i stopala (Laesiones traumaticae regionis malleoli et pedis multiplices)

## Klinička slika
Kliničkom slikom povrede stopala i skočnog zgloba dominira:
- Otok na mestu povrede ligamenta gde se brzo razvija a posledica je pucanja krvnih sudova.
- Bol, koji se pojačava pri pokretima stopala
- Izliv krvi, posle izvesnog vremena od povrede, koji se kod većih krvarenja spušta sve do pete.
- Evulzioni prelomi sa ili bez povrede ligamenata.

## Dijagnoza
Ozbiljnost pristupa povredi stopala i skočnog zgloba je važna, zbog mogućih recidiva usled neadekvatnog lečenja. 
Dijagnoza se postavlja na osnovu anamnerze, fizikalnog pregleda i slikovnih testova (radiološki snimak i - po potrebi - artografija i artroskopija). 

### Anamneza
Kada se anamnestičkim podataka dobije podatak i izrazi sumnja o mogućoj povrede stopala i skočnog zgloba potrebno je fizikalnim pregledom utvrditi tačnu dijagnozu o kakvoj povredi se radi. 

### Fizikalni pregled
Pregled skočnog zgloba i stopala podrazumeva inspekciju, palpaciju i perkusiju, odnosno pregled koštanih i mekotkivnih struktura (ligamenata i tetiva).

#### Inspekcija
Vizuelnim pregledom (inspekcijom) konstatuje se — prisustvo ili odsustvo otoka, krvnog podliva, promene prebojenosti kože, deformitet i zadesna rana.

#### Palpacija
Palpacija koštanih struktura
Opipavanjem koštanih struktura stopala i skočnog zgloba utvrđuje se stanje:
- Glavica lišnjače i njen donji okrajak (spoljašnji gležanj), obzirom da su potkožno postavljeni. Prelom lišnjače kod uganuća skočnog zgloba može da zahvati bilo koji njen deo.
- Prednja ivica golenjače i unutrašnjeg gležnja
- Baza 5. kosti donožja
- Vrhovi prstiju na koje se vrši longitudinalni pritisak u neutralnoj poziciji savijanja-opružanja svih zglobova.

Bol na palpaciju koštanih struktura kao i bol na longitudinalni pritisak vrhova prstiju je visoko suspektan na prelom i zahteva dalju radiološku dijagnostiku.
Palpacija mekotkivnih struktura
Od mekotkivnih struktura palpiraju se:
- Ligamenti sa spoljašnje strane skočnog zgloba (lig. talofibulare anterius, lig. calcaneofibulare i lig. talofibulare posterius)
- Delotidni ligament sa unutrašnje strane skočnog zgloba
- Ahilova tetiva
- Tetive lišnjačnih mišića (m. peroneus longus et brevis)
- Tetiva zadnjeg golenjačnog mišića (m. tibialis posterior)

Bol na palpaciju navedenih mekotkivnih struktura iziskuje izvođenje stres testova i evaluaciju stabilnosti skočnog zgloba odnosno tetiva u njihovim koštano-vezivnim kanalima, i eventualno upućivanje povređenog na magnetnu rezonancu.
Perkusija
Ovom metodom se u predelu skočnog zgloba i stopala perkutuju sledeće tri strukture: 
- Kompjuterizovana tomografija preloma u skočnom zglobuSpoljašnji gležanj,
- Unutrašnji gležanj,
- Petna kost.

Bolnost pri perkusiji je suspektna na prelom i zahteva dodatnu radiološki dijagnostiku.
Dopunska dijagnostičke metode
Posle napred obavljenih pregleda može se doneti odluka o sledećim dopunskim pregledima:
- Uputiti pacijenta na dodatnu dijagnostiku (RTG, UZ, CT ili MRI),
- Uputiti pacijenta na dodatni pregled i eventualni dalji tretman specijalisti za ortopedsku hirurgiju i traumatologiju

## Terapija
Posle napred obavljenih pregleda može se doneti odluka o sledećim koracima koje je potrebno preduzeti:
- Sprečiti krvarenje i stvaranje oteklina. Krvarenje se zaustavlja primenom krioterapije i kompresivnim zavojem. Povređeno mesto hladi se sve dok postoji otok i inflamacija, s tim da se nakon 24 - 48 sati uključuju antiinflamatorni lekovi i antireumatske masti (sistem vazokonstrikcija-vazodilatacija).
- Obaveznu imobilizacija preloma zgloba, u cilju sprečavanja veće povrede i oštećenja ligamenta (imobilizacija zgloba gips čizmom koja se nosi 21 dan)
- Obavezna imobilizacija kod laceracija ligamenata
- Operativno lečenje preloma kostiju sa dislokacijom i povrede ligamenata trećeg stepena
- Fizikalna terapija kod imobilisanog zgloba: impulsna magnetoterapija, interferentne struje, impulsni ultrazvuk, interferentne struje.
- Fizikalna terapija o skidanju imobilizacije: impulsna magnetoterapija, interferentne struje, vakusac, laser, magnetoterapija, kineziterapija, impulsni ultrazvuk, interferentne struje, kriomasaža, kineziterapija, magnetoterapija, interferentne struje, laser, kineziterapija.

Velika greška u terapiji je prerana dozvola povratak povređenog na redovne, i sportske aktivnosti (trening) zbog mogućnosti recidivne povrede koja se još teže leči.

## Spoljašnje veze
|  | Molimo Vas, obratite pažnju na važno upozorenje u vezi sa temama iz oblasti medicine (zdravlja). |